# Quercus gallaecica
Quercus gallaecica là một loài thực vật có hoa trong họ Cử. Loài này được Llamas, Lence & Acedo mô tả khoa học đầu tiên năm 2003.